# 나성범
나스타
(羅成範, 1989년 10월 3일~)은 KBO 리그 KIA 타이거즈의 외야수이다. 그의 형은 전 KBO 리그 삼성 라이온즈의 외야수, 내야수이자, 현 진흥고등학교 야구부의 코치인 나성용이다.

## 아마추어 시절
2008년 신인 드래프트에서 2차 4라운드 8순위(전체 32순위)로 LG 트윈스의 지명을 받았으나 지명을 거부하고 연세대학교 체육교육학과에 진학했다. 연세대학교 2학년 때인 2010년에 중앙대학교 투수 김명성과 함께 광저우 아시안 게임 예비 엔트리에 발탁됐으나 최종 엔트리에 선발되지 못했다.
그는 연고전에서 인상적인 활약을 펼쳤다. 연고전 등판 기록은 4경기에 등판해 34.2이닝 2승 1패, 평균자책점 2.34였다. 당시 고려대학교는 윤명준, 임치영, 문승원의 선발 트로이카와 김재율, 홍재호, 김준완 등이 이끄는 막강한 타선을 갖추고 있었고 연세대학교 체육교육학과는 그의 형인 나성용, 유민상, 최재원이 주축이 돼 상대적으로 전력이 약세였지만 그의 맹활약으로 2008년부터 2012년까지 고려대학교를 상대로 2승 1무 1패로 우위를 기록했다.

## NC 다이노스시절

### 2012년 시즌
신인 드래프트에서 2라운드 1순위(전체 10순위) 지명을 받아 창단 멤버로 입단했고, 뒤이어 2011년 야구 월드컵 국가대표로 발탁됐다.
투수로 입단했으나 당시 감독이었던 김경문의 권유로 2011년 가을 마무리 캠프를 통해 외야수로 전향했다. 2군 94경기에 출전해 타율 0.303, 16홈런, 67타점, 29도루, 33사구를 기록했다. 시즌 중에는 4할 타율을 기록했으나 손바닥 부상과 체력 저하로 인해 페이스가 떨어졌다. 남부 리그 최다 홈런, 최다 타점을 기록했고 팀 내에서 유일하게 3할 타율을 기록했다. 시즌 후 2012년 아시아 야구 선수권 대회 국가대표에 발탁됐으나 오른쪽 손등 부상으로 인해 박정준으로 교체됐다.

### 2013년 시즌
시즌 전 오른손 유구골 골절 수술을 받고 재활군에 머물렀다. 5월 7일 한화 이글스전을 앞두고 1군에 올라와 데뷔 첫 경기를 치렀고 1볼넷을 기록했다. 5월 8일 김혁민을 상대로 데뷔 첫 안타와 두 번째 안타를 모두 홈런으로 기록했다. 8월 14일 한화 이글스전에서 4년만에 데뷔 첫 해 신인 두 자릿수 홈런을 기록했다. 8월 30일 두산 베어스와의 경기에서 이재우를 상대로 마산 첫 장외 홈런을 기록했다. 시즌 후 신인왕 후보에 올랐으나 팀 동료인 이재학에게 밀려 수상에 실패했다.

### 2014년 시즌
2013년 시즌 후 두산 베어스 소속이었던 이종욱이 FA로 입단하자 포지션을 중견수에서 우익수로 이동하려 했으나, 적응에 실패하고 다시 중견수로 돌아왔다. 4월 2일 KIA 타이거즈와의 경기에서 임준섭을 상대로 광주 첫 번째 홈런을 기록했다. 5월 27일 한화 이글스와의 경기에서 이태양을 상대로 통산 세 자릿수 타점을 기록했다. 6월 4일 넥센 히어로즈와의 경기에서 5타수 5안타(2홈런), 1볼넷, 6타점, 6득점을 기록하며 KBO 한 경기 최다 득점 신기록을 경신했다. 7월 4일 LG 트윈스와의 경기에서 류제국을 상대로 팀 역사상 첫 전 구단 상대 홈런을 기록했다. 2014년 한국프로야구 올스타전 투표에서 팬 투표 968,013표, 선수 투표 193표(팬 투표 1위, 선수단 투표 2위)를 얻어 총점 57.92점으로 웨스턴 리그 올스타 외야수에 선정됐다. 특히, 팬 투표에서 강정호를 5,503표 차이로 제치며 올스타전에서 최다 득표를 했다. 7월 13일 넥센 히어로즈와의 경기에서 데뷔 첫 20홈런을 기록했다. 홈런 레이스 예선에서 5홈런을 기록하며 결승 진출에 실패했다. 올스타전에서 5타수 무안타, 1삼진, 1병살로 부진했다.
7월 28일에 발표된 2014년 인천 아시안게임 야구 대표팀 최종 엔트리에 팀 동료 이재학과 함께 선발됐다. 10월 5일 두산 베어스와의 경기에서 윤명준을 상대로 홈런을 기록하며 시즌 30홈런-세 자릿수 타점을 달성했다.

#### 2014년 준플레이오프
우익수로 포지션을 변경했다. LG 트윈스와의 1차전에서 류제국을 상대로 포스트 시즌 첫 홈런을 기록했다. 3차전에서 이병규의 타구를 잡은 후 홈 송구로 3루 주자였던 오지환까지 아웃시켰다.
- 기록

| 타율  | 경기 | 타수 | 득점 | 안타 | 2루타 | 3루타 | 홈런 | 타점 | 도루 | 도루 실패 | 볼넷 | 사구 | 삼진 | 병살 | 실책 | 비고 |
| ----- | ---- | ---- | ---- | ---- | ----- | ----- | ---- | ---- | ---- | --------- | ---- | ---- | ---- | ---- | ---- | ---- |
| 0.313 | 4    | 16   | 2    | 5    | 0     | 0     | 1    | 1    | 0    | 0         | 1    | 1    | 1    | 1    | 2    |      |

12월 9일 골든글러브 시상식에서 최형우, 손아섭과 함께 골든 글러브 외야수 수상자로 선정됐다. 그는 팀 창단 첫 골든글러브 수상자가 됐다.

### 2015년 시즌
연봉을 7,500만원에서 1억 4,500만원 오른 2억 2,000만원에 체결했다. 이 금액은 역대 3년차 최고 연봉 기록이었다.
3월 28일 두산 베어스와의 개막전에서 시즌 첫 도루를 기록했다. 6월 2일 LG 트윈스와의 경기에서 우규민을 상대로 3년 연속 두 자릿수 홈런을 기록했다. 이 경기에서는 그의 형 나성용이 김진성을 상대로 홈런을 기록해 양승관·양후승 형제가 롯데 자이언츠를 상대로 홈런을 기록한 후 29년만에 나온 진기록이었다. 올스타전에 감독 추천 선수로 발탁됐다. 전반기 82경기에 출전해 98안타, 3할대 타율, 16홈런, 71타점, 61득점, 19도루를 기록했다. 올스타전 홈런 레이스 예선에서 1홈런만을 기록하며 탈락했다. 올스타전에 출전해 개인 올스타전 첫 안타 및 홈런을 기록했다.
7월 25일 두산 베어스와의 경기에서 진야곱을 상대로 시즌 17호이자 후반기 첫 홈런을 기록했다. 8월 22일 SK 와이번스와의 경기에서 메릴 켈리를 상대로 20홈런을 기록했고, 이 홈런으로 KBO 리그 역대 41번째 20-20 클럽에 가입했다. 9월 19일 한화 이글스와의 경기에서 에스밀 로저스를 상대로 시즌 세 자릿수 득점, 역대 17번째 시즌 세 자릿수 득점-세 자릿수 타점을 기록했다.

#### 2015년 플레이오프
3번의 연습 경기에서 투수로 등판했다. 마지막 등판에서 최고 구속 147km/h를 기록했다. 당시 감독이었던 김경문은“그의 등판은 연장 15회를 갔을 때나 대비한 것일 뿐이다. 보통 상황이라면 투수 등판은 없을 것”이라고 말했다.
하지만 5차전에서 수비 위치를 투수로 바꿨고 데이빈슨 로메로에게 초구 안타를 맞은 뒤 오재원을 땅볼로 아웃시켜 이닝을 마무리했다. 그는 경기에서 팀의 마지막 투수이자 타자가 됐다.
- 기록 (투)

| 평균자책점 | 경기 | 승 | 패 | 세 | 홀 | 완투 | 완봉 | 이닝 | 피안타 | 피홈런 | 볼넷 | 사구 | 삼진 | 실점 | 자책 | 비고 |
| ---------- | ---- | -- | -- | -- | -- | ---- | ---- | ---- | ------ | ------ | ---- | ---- | ---- | ---- | ---- | ---- |
| 0.00       | 1    | 0  | 0  | 0  | 0  | 0    | 0    | 0.1  | 1      | 0      | 0    | 0    | 0    | 0    | 0    |      |

- 기록 (타)

| 타율  | 경기 | 타수 | 득점 | 안타 | 2루타 | 3루타 | 홈런 | 타점 | 도루 | 도루 실패 | 볼넷 | 사구 | 삼진 | 병살 | 실책 | 비고 |
| ----- | ---- | ---- | ---- | ---- | ----- | ----- | ---- | ---- | ---- | --------- | ---- | ---- | ---- | ---- | ---- | ---- |
| 0.263 | 5    | 19   | 2    | 5    | 1     | 0     | 0    | 2    | 0    | 0         | 1    | 0    | 2    | 0    | 0    |      |

12월 8일 골든글러브 시상식에서 김현수, 유한준과 함께 외야수 부문 수상자가 됐다. 총 358표 중 247표를 얻어 2위를 기록했다. 이로서 2년 연속 골든글러브를 수상했다.

### 2016년 시즌
올스타전 투표에서 1,019,654표, 선수단 투표에서 236표를 받아 팬+선수단 투표 합산 점수 61.89점으로 팬 투표 1위였던 이용규를 제치고 최고 인기 선수로 선정됐다.
8월 4일 kt 위즈와의 경기에서 정성곤을 상대로 역대 30번째 3년 연속 20홈런을 기록했다. 8월 31일 kt 위즈와의 경기에서 정성곤을 상대로 안타를 쳐 냈고, 이 안타로 역대 7번째 3년 연속 세 자릿수 타점, 역대 6번째 2년 연속 세 자릿수 타점-세 자릿수 득점을 기록했다. 전 경기에 출장했으나, 후반기에 크게 부진하며 풀 타임 출전 이후 가장 안 좋은 성적을 기록했다.

#### 2016년 플레이오프
4경기에 출전해 18타수 3안타, 타율 0.167, 1득점으로 부진했다.
- 기록

| 타율  | 경기 | 타수 | 득점 | 안타 | 2루타 | 3루타 | 홈런 | 타점 | 도루 | 도실 | 볼넷 | 사구 | 삼진 | 병살 | 실책 | 비고 |
| ----- | ---- | ---- | ---- | ---- | ----- | ----- | ---- | ---- | ---- | ---- | ---- | ---- | ---- | ---- | ---- | ---- |
| 0.167 | 4    | 18   | 1    | 3    | 0     | 0     | 0    | 0    | 0    | 0    | 0    | 0    | 5    | 1    | 1    |      |

#### 2016년 한국시리즈
4경기에서 14타수 2안타, 타율 0.143으로 부진했다. 경기 직후 인터뷰에서 "의욕이 너무 앞섰다. 실력이 부족했다. 큰 경기 치르며 좋은 경험을 했다고 생각한다"고 말했다.
- 기록

| 타율  | 경기 | 타수 | 득점 | 안타 | 2루타 | 3루타 | 홈런 | 타점 | 도루 | 도실 | 볼넷 | 사구 | 삼진 | 병살 | 실책 | 비고 |
| ----- | ---- | ---- | ---- | ---- | ----- | ----- | ---- | ---- | ---- | ---- | ---- | ---- | ---- | ---- | ---- | ---- |
| 0.143 | 4    | 14   | 0    | 2    | 0     | 0     | 0    | 0    | 0    | 0    | 3    | 0    | 4    | 1    | 0    |      |

### 2017년 시즌
시즌 125경기에 출전해 3할대 타율, 173안타(24홈런), 99타점을 기록했다. 

#### 2017년 와일드카드 결정전
10월 5일 SK 와이번스와의 1차전에서 4타수 3안타(1홈런), 3타점, 2득점, 1볼넷을 기록하면서 와일드카드 결정전 MVP에 선정됐다. 메릴 켈리를 상대로 3점 홈런을 기록했다.
- 기록

| 타율  | 경기 | 타수 | 득점 | 안타 | 2루타 | 3루타 | 홈런 | 루타 | 타점 | 도루 | 도실 | 볼넷 | 사구 | 삼진 | 병살 | 장타율 | 출루율 | 실책 |
| ----- | ---- | ---- | ---- | ---- | ----- | ----- | ---- | ---- | ---- | ---- | ---- | ---- | ---- | ---- | ---- | ------ | ------ | ---- |
| 0.750 | 1    | 4    | 2    | 3    | 2     | 0     | 1    | 8    | 3    | 0    | 0    | 1    | 0    | 0    | 0    | 2.000  | 0.800  | 0    |

#### 2017년 준플레이오프
롯데 자이언츠와의 경기에서 타율 0.304, 7안타(1홈런), 5타점, 2볼넷, 9삼진을 기록했다. 3차전에서 김원중을 상대로 2점 홈런을 기록했다.
- 기록

| 타율  | 경기 | 타수 | 득점 | 안타 | 2루타 | 3루타 | 홈런 | 루타 | 타점 | 도루 | 도실 | 볼넷 | 사구 | 삼진 | 병살 | 장타율 | 출루율 | 실책 |
| ----- | ---- | ---- | ---- | ---- | ----- | ----- | ---- | ---- | ---- | ---- | ---- | ---- | ---- | ---- | ---- | ------ | ------ | ---- |
| 0.304 | 5    | 23   | 4    | 7    | 0     | 0     | 1    | 10   | 5    | 0    | 0    | 2    | 0    | 9    | 0    | 0.435  | 0.360  | 0    |

#### 2017년 플레이오프
두산 베어스와의 경기에서 타율 0.444, 8안타(2홈런), 3타점, 2볼넷, 5삼진을 기록했다. 10월 18일 2차전에서 장원준을 상대로 2점 홈런을 기록했고, 4차전에서 김승회를 상대로 홈런을 기록했다.
- 기록

| 타율  | 경기 | 타수 | 득점 | 안타 | 2루타 | 3루타 | 홈런 | 루타 | 타점 | 도루 | 도실 | 볼넷 | 사구 | 삼진 | 병살 | 장타율 | 출루율 | 실책 |
| ----- | ---- | ---- | ---- | ---- | ----- | ----- | ---- | ---- | ---- | ---- | ---- | ---- | ---- | ---- | ---- | ------ | ------ | ---- |
| 0.444 | 4    | 18   | 6    | 8    | 2     | 0     | 2    | 16   | 3    | 0    | 0    | 2    | 0    | 5    | 0    | 0.889  | 0.500  | 0    |

2016년까지 포스트 시즌에서 타율 0.224(67타수 15안타), 1홈런, 3타점으로 약했으나 가을 야구 징크스를 깼다.

### 2018년 시즌
9월 22일 두산 베어스와의 경기에서 김승회를 상대로 역대 2번째 4년 연속 세 자릿수 득점을 달성했다. 9월 30일
```
넥센 히어로즈
전에서 
윤영삼
을 상대로 역대 최초 4년 연속 170안타를 달성했다.
```

시즌 144경기에 출전해 177안타(23홈런), 91타점, 110득점, 3할대 타율, 출루율 0.381, 장타율 0.518을 기록했다. 동료 타자들의 동반 부진으로 팀이 꼴찌로 전락했지만 박민우와 더불어 유이한 3할 타자였다.

### 2019년 시즌
5월 3일 KIA 타이거즈와의 경기에서 조 윌랜드를 상대로 역대 91번째 네 자릿수 안타를 기록했다. 하지만 박석민의 타석에서 조 윌랜드의 폭투로 3루로 뛰다가 박찬호가 태그하는 순간 베이스에서 오른쪽 다리가 완,전히 꺾이는 부상을 당했고 방십자인대 파열과 연골판 부분 파열 판정을 받아 시즌 아웃됐다. 이후 전방십자인대 및 내측인대 재건술과 바깥쪽 반원판 성형 수술을 받았으며, 9월 13일에 출국해 보라스 스포츠 트레이닝 인스티튜트(BSTI)에서 재활 훈련을 했다.

### 2020년 시즌
8월 20일 KIA 타이거즈와의 경기에서 KBO 리그 통산 89번째 1100안타를 기록했다. 8월 29일 SK 와이번스와의 경기에서 역대 49번째 700타점을 기록했다. 9월 30일 SK 와이번스와의 경기에서 KBO 리그 역대 77번째 시즌 30홈런-세 자릿수 타점을 기록했다.
11월 30일에 팀이 KBO에 그의 MLB 포스팅을 요청했다. 하지만 응찰 구단이 없어 포스팅에 실패했다.

#### 2020년 한국시리즈
1차전에서 4타수 4안타, 1타점, 1득점을 기록하면서 활약했다. 3차전에서 최원준을 상대로 한국시리즈 첫 홈런을 기록했다.
6경기에서 24타수 11안타(1홈런)(타율 0.458), 6타점을 기록했다.
- 기록

| 타율  | 경기 | 타수 | 득점 | 안타 | 2루타 | 3루타 | 홈런 | 루타 | 타점 | 도루 | 도실 | 볼넷 | 사구 | 삼진 | 병살 | 타율  | 출루율 | 실책 |
| ----- | ---- | ---- | ---- | ---- | ----- | ----- | ---- | ---- | ---- | ---- | ---- | ---- | ---- | ---- | ---- | ----- | ------ | ---- |
| 0.458 | 6    | 24   | 3    | 11   | 1     | 0     | 1    | 15   | 6    | 0    | 1    | 3    | 0    | 4    | 0    | 0.625 | 0.440  | 0    |

### 2021년 시즌
5월 11일 한화 이글스와의 경기에서 카펜터를 상대로 KBO 리그 역대 44번째 250번째 2루타를 기록했다. 6월 22일 롯데 자이언츠와의 경기에서 163번째 네 자릿수 경기 출장을 기록했다.
8월 20일 LG 트윈스와의 경기에서 손주영을 상대로 시즌 21번째 홈런이자 KBO 리그 통산 200홈런을 기록했다. 9월 5일 롯데 자이언츠와의 경기에서 노경은을 상대로 KBO 리그 역대 39번째 통산 800타점을 기록했다. 9월 25일 삼성 라이온즈와의 경기에서 최지광을 상대로 KBO 리그 역대 63번째 1300안타를 기록했다. 9월 30일 SSG 랜더스와의 경기에서 이태양을 상대로 시즌 30번째 홈런이자 KBO 리그 역대 41번째 800득점을 기록했다. 10월 30일 삼성 라이온즈와의 경기에서 데이비드 뷰캐넌을 상대로 KBO 리그 역대 85번째 시즌 30홈런-세 자릿수 타점을 기록했다.
시즌 144경기에 출전해 2할대 타율, 160안타(33홈런), 101타점, 장타율 0.509, 출루율 0.335를 기록했다.

## KIA 타이거즈시절
2021년 시즌 후 FA 자격을 얻었고, 2021년 12월 23일 6년 총액 150억원(계약금 60억원, 연봉 60억원, 옵션 30억원)에 FA 계약을 체결하며 이적하였다. 그의 보상 선수로는 하준영이 지명됐다.

## 국가대표 경력

### 2014년 아시안 게임
중견수로 5경기에 출장해 타율 0.400, 8안타, 7득점, 6타점을 기록했다. 대만과의 결승전에서 1타점을 기록했고, 이 타점은 경기의 결승타가 됐다. 그는 아시안게임 후 "(프로 입단 후) 나라를 위해서 처음 뽑혀서 뛴 것인데, 소속 구단에서도 경험하지 못한 팀워크를 느꼈다. 이런 느낌은 야구하면서 처음"이라고 소감을 밝혔다.
- 기록

| 타율  | 경기 | 타석 | 타수 | 득점 | 안타 | 2루타 | 3루타 | 홈런 | 타점 | 도루 | 도실 | 볼넷 | 사구 | 삼진 | 병살 | 실책 | 비고 |
| ----- | ---- | ---- | ---- | ---- | ---- | ----- | ----- | ---- | ---- | ---- | ---- | ---- | ---- | ---- | ---- | ---- | ---- |
| 0.400 | 5    | 24   | 20   | 7    | 8    | 2     | 0     | 0    | 6    | 2    | 0    | 3    | 1    | 0    | 0    |      |      |

### 2015년WBSC 프리미어 12
11타수 1안타, 1득점을 기록했다.

### 2023년WBC
5타수 무안타를 기록했다.

## 등번호
- '47' (2012년~현재)
- '48' (2014년 아시안 게임)

## 경력

### 수상
- 2012년 남부 리그 최다 타점(67타점)·최다 홈런(16홈런)
- 2014년 올스타전 인기상
- 2017년 와일드카드 결정전 MVP

### 국가대표
- 2009년 아시아 야구 선수권 대회
- 2010년 세계 대학 야구 선수권 대회
- 2011년 야구 월드컵 대회
- 2014년 아시안 게임
- 2015년 WBSC 프리미어 12
- 2023년 WBC

## 출신 학교
- 광주대성초등학교
- 광주진흥중학교
- 광주진흥고등학교
- 연세대학교

## 에피소드
- 2014년 6월 18일 KBO는 4개 구장에서 배트 불시 검사를 진행했다.[48] 이는 해마다 실시하는 검사였으나, 배트 불시 검사 이후 공교롭게도 그의 타격감이 떨어졌고 한 기자에 의해 마산종합운동장 야구장에서 부정 배트가 발견됐다는 뉘앙스의 기사가 나오면서 그의 부정 배트 사용 의혹이 일었다. 부정 배트 의혹은 사실인 것처럼 퍼져나갔다. 그는 부정 배트 의혹에 대해 "그냥 신경을 안 쓰려고 하고 있다. 그런데 주변에서 얘기를 많이 하더라" 라며 참 황당해했다. "배트를 쪼개서 보여드릴 수도 없고"라고 말했다. 그의 타격감 저하는 6월 18일 열린 롯데 자이언츠 전에서 타구에 오른 발목을 맞으며 생긴 부상으로 인한 것이었다.[49] 게다가 뒤이어 밝혀진 기사에 따르면 심판이 찍은 배트는 롯데 자이언츠의 백업 선수의 배트였으며 이마저도 도료가 짙게 칠해진 배트여서 부정 배트가 아님이 밝혀졌다. NC 다이노스, 롯데 자이언츠 모두 배트 관련해 아무런 권고 조치도 받지 않았다.[50] 해명 기사가 나오면서 부정 배트 의혹은 사그라 들었으며 후에 그는 "프로에 와서 처음 겪는 일들로 인해 잠시 뒤를 돌아봤던 시간들이었다.”라고 말했다.[51]
- 2015년 시즌 시범 경기를 앞두고 아내와 아들을 공개했고, 2015년 12월 19일에 결혼한다고 밝혔다.[52]

## 배우자
- '박은비' (2015년~현재)[53]

## 주요 기록
- 홈런

| 개수  | 날짜            | 장소 | 소속팀      | 상대팀        | 상대 투수 | 기타                   |
| ----- | --------------- | ---- | ----------- | ------------- | --------- | ---------------------- |
| 1호   | 2013년 5월 8일  | 마산 | NC 다이노스 | 한화 이글스   | 김혁민    | 2점 홈런               |
| 10호  | 2013년 8월 14일 | 청주 | NC 다이노스 | 한화 이글스   | 조지훈    | 2점 홈런               |
| 50호  | 2015년 5월 21일 | 마산 | NC 다이노스 | kt 위즈       | 정성곤    | 1점 홈런               |
| 100호 | 2017년 5월 7일  | 마산 | NC 다이노스 | 삼성 라이온즈 | 우규민    | 1점 홈런               |
| 200호 | 2021년 8월 20일 | 창원 | NC 다이노스 | LG 트윈스     | 손주영    | 1점 홈런 / 역대 30번째 |

- 타점

| 개수    | 날짜            | 장소 | 소속팀      | 상대팀        | 상대 투수 | 기타        |
| ------- | --------------- | ---- | ----------- | ------------- | --------- | ----------- |
| 1타점   | 2013년 5월 8일  | 마산 | NC 다이노스 | 한화 이글스   | 김혁민    |             |
| 100타점 | 2014년 5월 27일 | 대전 | NC 다이노스 | 한화 이글스   | 이태양    |             |
| 200타점 | 2015년 5월 31일 | 광주 | NC 다이노스 | KIA 타이거즈  | 임준섭    | 2점 홈런    |
| 300타점 | 2015년 10월 5일 | 마산 | NC 다이노스 | kt 위즈       | 정대현    |             |
| 400타점 | 2016년 8월 31일 | 수원 | NC 다이노스 | kt 위즈       | 정성곤    |             |
| 500타점 | 2017년 9월 9일  | 대전 | NC 다이노스 | 한화 이글스   | 윤규진    | 역대 80번째 |
| 600타점 | 2018년 9월 25일 | 사직 | NC 다이노스 | 롯데 자이언츠 | 박세웅    | 역대 59번째 |
| 700타점 | 2020년 8월 29일 | 창원 | NC 다이노스 | SK 와이번스   | 박종훈    | 역대 49번째 |
| 800타점 | 2021년 9월 5일  | 창원 | NC 다이노스 | 롯데 자이언츠 | 노경은    | 역대 39번째 |

- 득점

| 개수    | 날짜            | 장소 | 소속팀      | 상대팀        | 상대 투수 | 기타        |
| ------- | --------------- | ---- | ----------- | ------------- | --------- | ----------- |
| 1득점   | 2013년 5월 8일  | 마산 | NC 다이노스 | 한화 이글스   | 김혁민    |             |
| 500득점 | 2018년 5월 3일  | 마산 | NC 다이노스 | 넥센 히어로즈 | 한현희    | 역대 89번째 |
| 600득점 | 2019년 5월 1일  | 사직 | NC 다이노스 | 롯데 자이언츠 | 박근홍    | 역대 66번째 |
| 700득점 | 2020년 10월 6일 | 고척 | NC 다이노스 | 키움 히어로즈 | 요키시    | 역대 55번째 |
| 800득점 | 2021년 9월 30일 | 창원 | NC 다이노스 | SSG 랜더스    | 이태양    | 역대 41번째 |

- 안타

| 개수   | 날짜            | 장소 | 소속팀      | 상대팀        | 상대 투수 | 기타        |
| ------ | --------------- | ---- | ----------- | ------------- | --------- | ----------- |
| 1호    | 2013년 5월 8일  | 마산 | NC 다이노스 | 한화 이글스   | 김혁민    | 2점 홈런    |
| 100호  | 2014년 4월 1일  | 광주 | NC 다이노스 | KIA 타이거즈  | 양현종    |             |
| 500호  | 2016년 5월 28일 | 광주 | NC 다이노스 | KIA 타이거즈  | 지크      | 1점 홈런    |
| 1000호 | 2019년 5월 3일  | 창원 | NC 다이노스 | KIA 타이거즈  | 윌랜드    | 역대 91번째 |
| 1100호 | 2020년 8월 20일 | 광주 | NC 다이노스 | KIA 타이거즈  | 가뇽      | 역대 89번째 |
| 1300호 | 2021년 9월 25일 | 대구 | NC 다이노스 | 삼성 라이온즈 | 최지광    | 역대 63번째 |

| 기록                     | 날짜             | 소속팀 | 상대팀 | 상대투수 | 구장 | 기타             |
| ------------------------ | ---------------- | ------ | ------ | -------- | ---- | ---------------- |
| 한 경기 최다득점         | 2014년 6월 4일   | NC     | 넥센   | 소사     | 마산 | 역대 1번째 6득점 |
| 20홈런 20도루            | 2015년 8월 22일  | NC     | SK     | 켈리     | 문학 | 역대 41번째      |
| 100타점 100득점          | 2015년 9월 18일  | NC     | 한화   | 로저스   | 대전 | 역대 17번째      |
| 3년 연속 20홈런          | 2016년 8월 4일   | NC     | kt     | 정성곤   | 마산 | 역대 30번째      |
| 3년 연속 100타점         | 2016년 8월 31일  | NC     | kt     | 정성곤   | 수원 | 역대 7번째       |
| 2년 연속 100타점 100득점 | 2016년 8월 31일  | NC     | kt     | 정성곤   | 수원 | 역대 6번째       |
| 30홈런-100타점           | 2020년 9월 30일  | NC     | SK     | 김주한   | 창원 | 역대 77번째      |
| 250 2루타                | 2021년 5월 11일  | NC     | 한화   | 카펜터   | 대전 | 역대 44번째      |
| 30홈런-100타점           | 2021년 10월 30일 | NC     | 삼성   | 뷰캐넌   | 창원 | 역대 85번째      |

## 통산 기록
| 연도 | 팀명   | 타율  | 경기 | 타수 | 득점 | 안타 | 2루타 | 3루타 | 홈런 | 루타 | 타점 | 도루 | 도실 | 볼넷 | 사구 | 삼진 | 병살 | 실책 |
| ---- | ------ | ----- | ---- | ---- | ---- | ---- | ----- | ----- | ---- | ---- | ---- | ---- | ---- | ---- | ---- | ---- | ---- | ---- |
| 2013 | NC     | 0.243 | 104  | 404  | 55   | 98   | 18    | 5     | 14   | 168  | 64   | 12   | 2    | 33   | 15   | 95   | 7    | 3    |
| 2014 | NC     | 0.329 | 123  | 477  | 88   | 157  | 28    | 5     | 30   | 285  | 101  | 14   | 5    | 42   | 15   | 128  | 4    | 3    |
| 2015 | NC     | 0.326 | 144  | 564  | 112  | 184  | 34    | 5     | 28   | 312  | 135  | 23   | 4    | 32   | 15   | 127  | 9    | 6    |
| 2016 | NC     | 0.309 | 144  | 572  | 116  | 177  | 37    | 2     | 22   | 284  | 113  | 7    | 4    | 67   | 9    | 136  | 4    | 8    |
| 2017 | NC     | 0.347 | 125  | 498  | 103  | 173  | 42    | 2     | 24   | 291  | 99   | 17   | 7    | 48   | 12   | 116  | 8    | 8    |
| 2018 | NC     | 0.318 | 144  | 556  | 110  | 177  | 36    | 3     | 23   | 288  | 91   | 15   | 2    | 44   | 15   | 131  | 11   | 3    |
| 2019 | NC     | 0.366 | 23   | 93   | 19   | 34   | 12    | 1     | 4    | 60   | 14   | 2    | 1    | 12   | 1    | 26   | 2    | 0    |
| 2020 | NC     | 0.324 | 130  | 525  | 115  | 170  | 37    | 2     | 34   | 313  | 112  | 3    | 1    | 49   | 9    | 148  | 6    | 0    |
| 2021 | NC     | 0.281 | 144  | 570  | 96   | 160  | 29    | 1     | 33   | 290  | 101  | 1    | 2    | 38   | 11   | 155  | 5    | 5    |
| 2022 | KIA    | 0.320 | 144  | 563  | 92   | 180  | 39    | 2     | 21   | 286  | 97   | 6    | 1    | 64   | 17   | 137  | 7    | 3    |
| 2023 | KIA    | 0.365 | 58   | 222  | 51   | 81   | 12    | 1     | 18   | 149  | 57   | 0    | 0    | 26   | 1    | 36   | 1    | 1    |
| 통산 | 11시즌 | 0.315 | 1283 | 5044 | 957  | 1591 | 324   | 29    | 251  | 2726 | 984  | 100  | 29   | 455  | 120  | 1235 | 64   | 40   |